# Эванс, Ниа
Ниа Алексина Эванс (англ. Neah Evans; род. 1 августа 1990, Langbank) — британская профессиональная велогонщица, специализирующаяся на трековых гонках на выносливость. Представляя Великобританию на Олимпийских играх, чемпионатах Европы и мира, а Шотландию — на Играх Содружества, Эванс является олимпийской медалисткой в командной гонке преследования, чемпионкой мира по очкам, шестикратной чемпионкой Европы в командной гонке, индивидуальной гонке и мэдисоне, а также медалисткой Игр Содружества.
В июне 2021 года Эванс была включена в состав сборной Великобритании по велоспорту на перенесенные летние Олимпийские игры 2020 года в Токио, где завоевала серебряную медаль в командной гонке преследования. В 2022 году завоевала золотую медаль в гонке по очкам на чемпионате мира по велоспорту на треке.
Эванс выступала за команду Podium Ambition Pro Cycling.

## Биография
Эванс родилась в 1990 году в семье Малкольма и Роз Эванс. Её мать — международная ориентировщица и бегунья по пересеченной местности, которая участвовала в соревнованиях по лыжным гонкам на зимних Олимпийских играх 1984 года в Сараево. Ниа Эванс живёт в Куминестауне в Абердиншире на северо-востоке Шотландии.
Работала ветеринарным врачом, а в 2017 году стала полноценным спортсменом. Эванс участвовала во всех этапах серии Revolution и помогла команде Podium Ambition выиграть титул Elite среди женщин. Эванс заняла первое место в третьем раунде; и победила Лору Кенни в омниуме в Лондоне. На соревнованиях в Лондоне Эванс выиграла одну из десяти гонок и заняла второе место в женском омниуме, уступив Кэти Арчибальд. В 2017 году Эванс была выбрана в качестве представителя Великобритании на этапе Кубка мира в Кали.
На первом этапе Кубка мира 2017-18 гг. Эванс выиграла скретч-гонку, но оказалась на четвёртом месте после того, как было признано, что она получила преимущество, выехав на синюю полосу трассы (côte d’azur). Эванс была в составе команды преследования, которая завоевала бронзовую медаль в Прушкове. Она также выиграла одиночную бронзовую медаль для Шотландии в гонке по очкам на Играх Содружества 2018 года.
Эванс вошла в состав сборной Великобритании по велоспорту на перенесенные летние Олимпийские игры 2020 года в Токио, где вместе с Кэти Арчибальд, Элинор Баркер, Лорой Кенни и Джози Найт участвовала в гонках на выносливость. Команда завоевала серебряную медаль в женской командной гонке преследования.
На Национальном чемпионате Великобритании по треку 2022 года в Ньюпорте (Уэльс) она завоевала два титула, победив в гонках преследования и по очкам. В апреле она вместе с Лорой Кенни выиграла Национальный чемпионат Великобритании по мэдисону.
На Играх Содружества 2022 года в июле Эванс завоевала серебро в гонке по очкам и бронзу в индивидуальной гонке преследования.
На Национальном чемпионате Великобритании по велоспорту на треке 2023 года Эванс завоевала ещё два национальных титула, доведя их общее количество до 7: она во второй раз выиграла индивидуальную гонку преследования и в третий раз — гонку по очкам.

### Личная жизнь
Эванс встречается с велосипедистом Джонатаном Уэйлом. Один из её братьев, Дональд Эванс, выиграл золотую медаль для Шотландии на чемпионате Содружества по гребле 2014 года, бронзу для Великобритании на чемпионате мира по гребле среди студентов, и удерживал мировой рекорд по гребле в закрытых помещениях с 2016 по 2018 год.